# Colgate-Palmolive
Colgate-Palmolive ist ein multinationaler, börsennotierter Konzern mit Stammsitz in New York City.

## Geschichte
Im Jahre 1806 gründete William Colgate die Seifenfabrik Colgate & Company in New York, USA. 1872 führte Colgate ein neues Produkt ein, Cashmere Bouquet, eine parfümierte Seife. 1908 verkauften sie ihre erste Tube Zahnpasta.
Im Westen der Vereinigten Staaten begann 1864 die B.J. Johnson Soap Company mit der Herstellung einer Seife aus Palmöl und Olivenöl. Die Seife wurde so populär, dass das Unternehmen nach ihr den Firmennamen wählte – Palmolive.
Die Palmolive Company wurde 1926 mit den Seifenherstellern Peet Brothers zur Palmolive Peet Company zusammengeschlossen. Schließlich wurden 1928 die Palmolive Peet Company und die Colgate & Company zur Colgate Palmolive Peet Company zusammengeführt. 1953 wurde der Firmenname in Colgate-Palmolive Company geändert.
In den Anfangsjahren des Fernsehens konkurrierte das Unternehmen Colgate-Palmolive mit Procter & Gamble als Sponsor von Seifenopern. Später wurde die Schauspielerin Jan Miner engagiert, die 27 Jahre lang als „Madge“ (im deutschsprachigen Fernsehen als „Tilly“) für Palmolive-Spülmittel warb, mit dem Werbespruch “You’re soaking in it” („Sie baden gerade Ihre Hände darin“). Auf dem deutschen Markt trat Colgate in den 1950er Jahren auch als Konkurrent zum Waschmittel Persil des Unternehmens Henkel auf, konnte sich aber nicht durchsetzen.

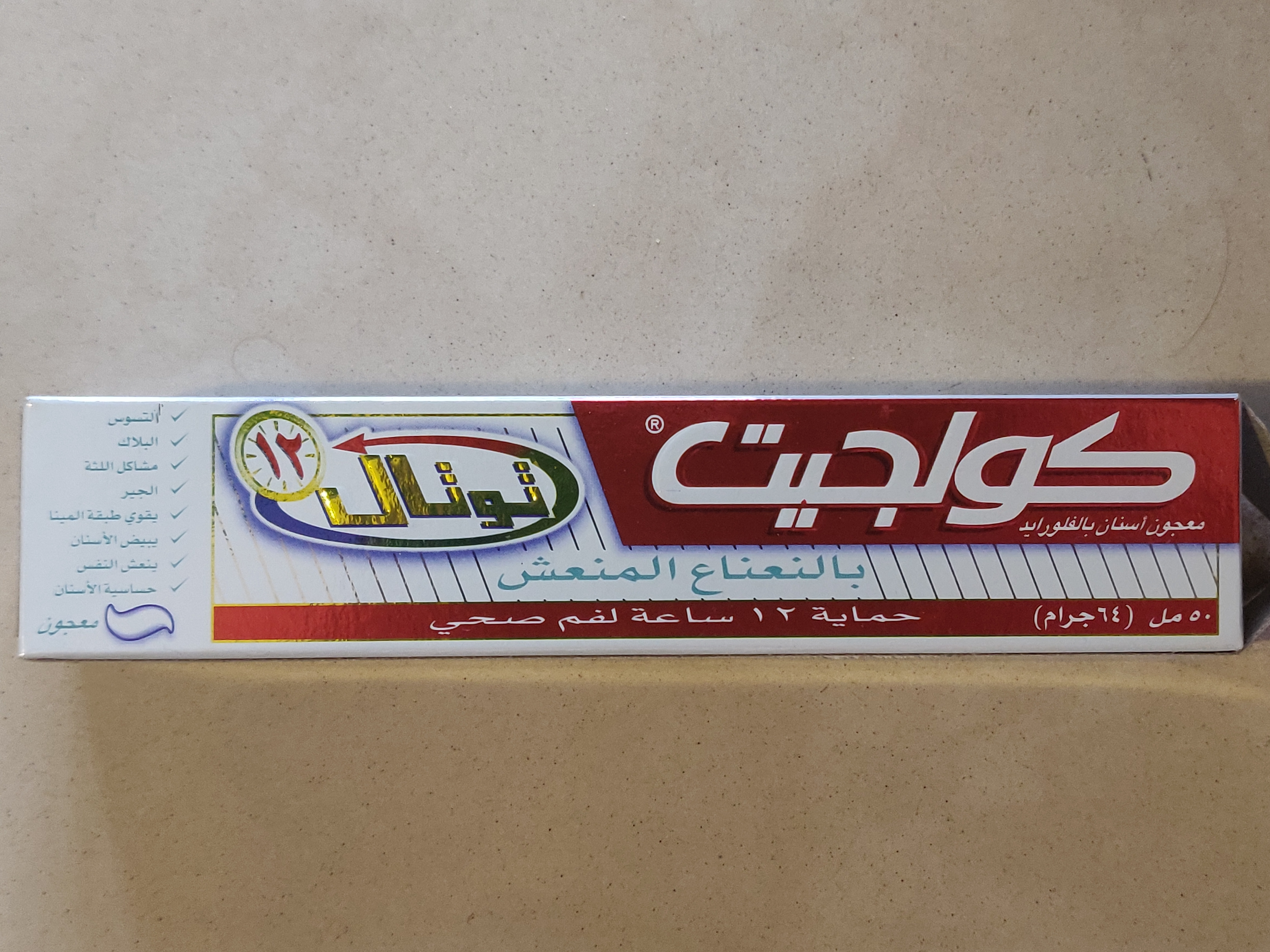
Colgate ist eine weltweit vertriebene Marke für Zahnpasta, hier die arabischsprachige Version

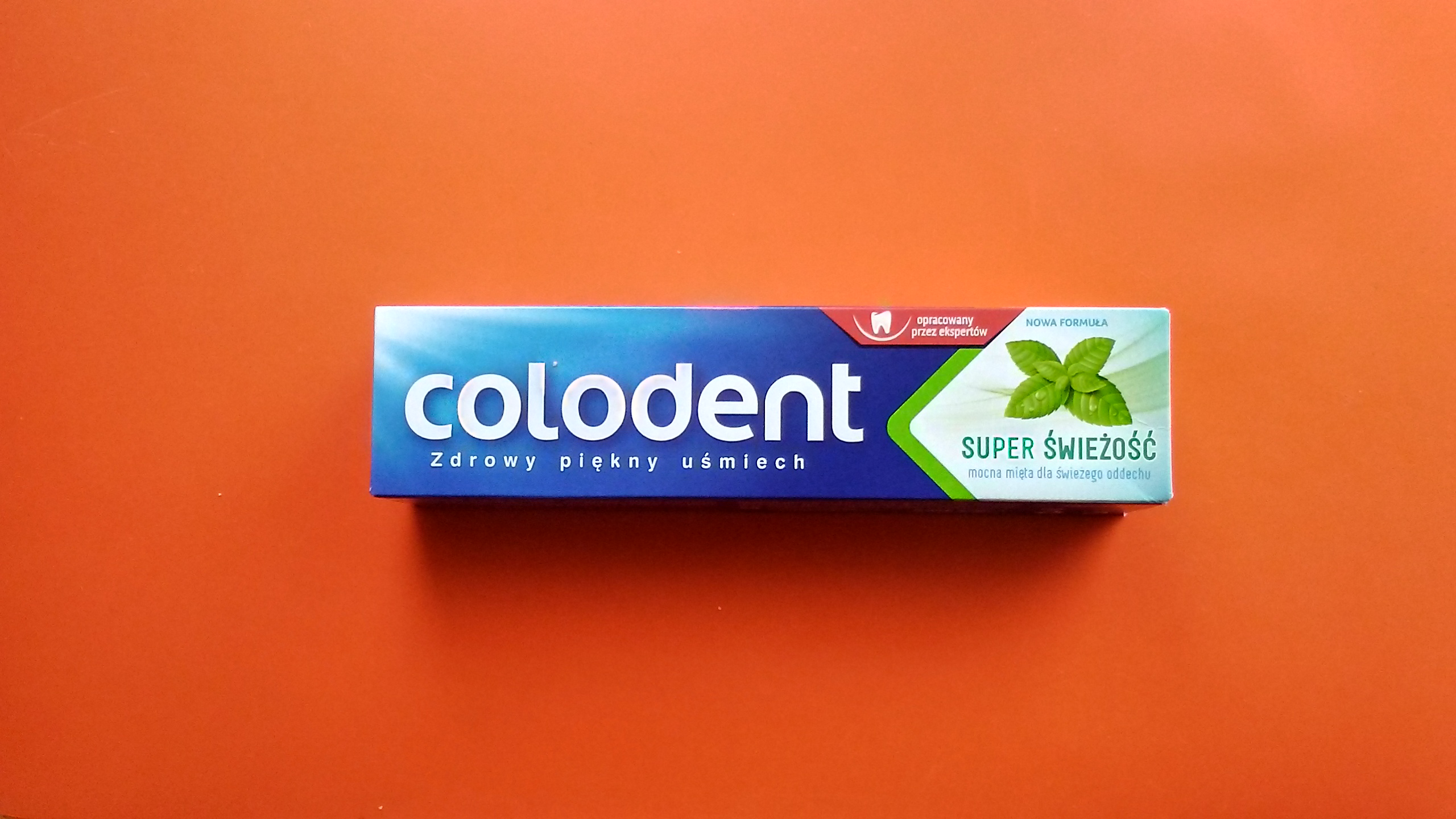
Colodent – polnische Marke für Zahnpasta von Colgate-Palmolive

Im Jahr 2004 übernahm Colgate-Palmolive die Schweizer GABA-Gruppe in Therwil, welche unter anderem die Zahnpflegeprodukte Aronal, Elmex und Meridol herstellte, und konnte damit ihre Marktanteile vergrößern. 2014 wurde das Unternehmen in den Konzern integriert und die Produktion nach Polen verlagert. 2008 verkaufte Colgate-Palmolive die Marke Gard an die Schweizer Doetsch Grether AG mit Sitz in Basel, die wiederum die Marke zum 1. Juni 2015 an die Fit GmbH verkaufte.

## Geschäftsfelder
| Sparte            | Umsatzanteil | Produkt- und Markenfamilien                                                                 |
| ----------------- | ------------ | ------------------------------------------------------------------------------------------- |
| Mundpflege        | 34 %         | Colgate, Elmex, Aronal, Meridol, Dentagard (Zahncreme, Zahnbürsten, Mundspülung, Zahnseide) |
| Körperpflege      | 24 %         | Palmolive (Seife, Deo, Rasiermittel)                                                        |
| Haushaltsreiniger | 16 %         | Ajax, DanKlorix, Palmolive (Geschirrspüler, Haushalts- und WC-Reiniger, Bleiche)            |
| Textilpflege      | 13 %         | Ajax, Dynamo, Fab, Softlan, Suavitel (Waschmittel, Weichspüler)                             |
| Tiernahrung       | 13 %         | Hill’s (in USA, GB und Südamerika)                                                          |

Zu den wichtigsten Wettbewerbern zählen Henkel, Unilever, Procter & Gamble, Reckitt und The Clorox Company.